# Portal de Legutiano
El portal de Legutiano es una vía pública de la ciudad española de Vitoria.

## Descripción
La vía discurre desde la plaza de Bilbao hasta conectar con el portal de Gamarra y la calle de Betoño a la altura de la confluencia de la de la Cuadrilla de Zuya con la de Burgos. Pasa por la plaza del Emperador Carlos I y tiene cruces con las calles de los Reyes de Navarra, de la Cuadrilla de Ayala, de los Isunza y de la Cuadrilla de Vitoria. Su nombre, como el del resto de vías vitorianas que llevan la denominación de «portal», indica que en algún momento fue punto de acceso a la ciudad. Durante años, se conoció como «portal de Urbina», pues también conduce a aquella localidad alavesa. Adquirió el título de «portal de Villarreal de Álava» por primera vez en 1937, por otra localidad de la provincia, y en 1999 se optó por «portal de Legutiano», con el topónimo que se usaba anteriormente en euskera.
El portal aparece descrito en la Guía de Vitoria (1901) de José Colá y Goiti con las siguientes palabras:

Calle del Portal de Urbina.—Nombre primitivo. Se le dió este título en el siglo XIII, y antes era parte del Barrio de Labradores. Principia en el cantón de Santa María y concluye en el crucero del camino de Betoño. En el lado izquierdo de esta vía se levanta el Asilo de ancianos, de las Hermanas de los pobres, colocándose la primera piedra el año 1881, inaugurándose al siguiente año. Los planos son del arquitecto don Fausto Íñignez de Betolaza. En el jardín de ingreso se levanta una escultura de san José, tallada por don Felipe de Arrese y Beitia.
(Colá y Goiti, 1901, p. 50)

Estuvo en la calle durante un breve periodo de tiempo el matadero municipal, y también han tenido sede allí, además de las Hermanitas de los Pobres, una fábrica de relojes, una sociedad de nombre Gure Kabia y la Industrial Vasco-Navarra de los Tablajeros.